# Schildia jamaicensis
Schildia jamaicensis là một loài ruồi trong họ Asilidae. Schildia jamaicensis được Farr miêu tả năm 1962. Loài này phân bố ở vùng Tân nhiệt đới.